# Love Don't Die
«Love Don't Die» —en español: «El amor no muere»— es una canción grabada por la banda de pop-rock estadounidense The Fray. Fue lanzado el 12 de diciembre de 2013, como el primer sencillo de su cuarto álbum de Helios. La banda estrenó la canción mientras actuaba en varios conciertos en los Estados Unidos durante octubre de 2013. La canción fue lanzada para las radios el 15 de octubre de 2013, y fue lanzado para su descarga en los Estados Unidos en iTunes el 21 de octubre de 2013.

## Video musical
El video musical de este sencillo fue lanzado el 6 de diciembre de 2013. Cuenta con la actriz Candice Accola de la estrella invitada de The Vampire Diaries, que también es Joe King verdadera prometida vida, y mantiene su ajuste en un bar. En el video, un extraño comienza a acosar a Candice, por lo que el guitarrista Joe King inicia una pelea. La lucha avanza y llega a incluir a toda la banda, y termina cuando la banda se escapa la barra en las motocicletas.

## Posicionamiento en listas

### Listas semanales
| Listas (2013-14)                          | Mejor posición |
| ----------------------------------------- | -------------- |
| Australia (ARIA)                          | 44             |
| Canadá (Canadian Hot 100)                 | 70             |
| Estados Unidos (Billboard Hot 100)        | 60             |
| Estados Unidos Hot Rock Songs (Billboard) | 11             |
| Estados Unidos (Adult Top 40)             | 7              |
| Estados Unidos (Adult Contemporary)       | 20             |